# Limbische Enzephalitis
Limbische Enzephalitiden (Singular: Limbische Enzephalitis) sind eine Gruppe entzündlicher Erkrankungen des zentralen Nervensystems. Charakteristisch für diese subakut und meist bei Erwachsenen auftretenden Erkrankungen sind Gedächtnisstörungen, psychiatrische Auffälligkeiten und epileptische Anfälle.
Der Begriff „limbische Enzephalitis“ wurde in den 1960er Jahren von britischen Neuropathologen und Neurologen geprägt, die in der Autopsie von Patienten entzündliche Veränderungen hauptsächlich in zum limbischen System gehörenden Arealen fanden.

## Klassifikation
Limbische Enzephalitiden sind in etwa 60 Prozent der Fälle mit einer Krebserkrankung assoziiert. Diese werden dann als paraneoplastische limbische Enzephalitiden (PLE) bezeichnet, von denen die nichtparaneoplastischen limbischen Enzephalitiden (NPLE) unterschieden werden. Bei den nicht-paraneoplastischen limbischen Enzephalitiden handelt es sich entweder um Autoimmunerkrankungen oder die Mechanismen der Krankheitsentstehung sind nicht bekannt.

### Nichtparaneoplastische limbische Enzephalitiden (NPLE)
Von einer NPLE wird gesprochen, wenn die klinischen und bildgebenden Kriterien einer limbischen Enzephalitis erfüllt sind, jedoch trotz umfangreicher Tumorsuche kein Tumor gefunden werden kann. Auch die NPLE können mit Autoantikörpern assoziiert sein. Die Antikörper bei den NPLE sind meist gegen Strukturen auf der Oberfläche von Nervenzellen gerichtet, während die Antikörper bei den PLE meist gegen intrazelluläre Strukturen gerichtet sind. Bekannte Antikörper, die mit der NPLE assoziiert sein können, sind VGKC-, NMDA-, AMPA- und GAD-Antikörper.

## Untersuchungsmethoden

### Diagnostische Kriterien
2008 wurden diagnostische Kriterien als Voraussetzung für die Diagnose einer limbischen Enzephalitis definiert. Als Grundvoraussetzung gilt das Auftreten eines limbischen Syndroms mit Beginn der Symptomatik vor weniger als 5 Jahren. Das Auftreten von mindestens einem der folgenden drei Symptome definiert das limbische Syndrom: eine Störung des Neugedächtnisses, Temporallappenanfälle und/oder eine Affektstörung. Zudem sind in der Magnetresonanztomographie des Gehirns temporomediale Signalanhebungen in der FLAIR/T2-Wichtung nachweisbar.
Die definitive Diagnose einer limbischen Enzephalitis kann nach den Kriterien gestellt werden, wenn histologisch eine chronische temporomediale Enzephalitis nachweisbar ist, bezogen auf den Beginn der neurologischen Symptomatik innerhalb von 5 Jahren ein Tumor nachgewiesen wurde oder der Nachweis von gut charakterisierten onkoneuronalen Antikörpern oder Antikörpern gegen VGKC gelingt.
Sind die Grundvoraussetzungen gegeben, die Kriterien für eine definitive Diagnose jedoch nicht erfüllt, kann das Krankheitsbild als mögliche limbische Enzephalitis klassifiziert werden, wenn die MRT-Verlaufsuntersuchung eine Volumen- und Signalabnahme der temporomedialen Schwellung und Signalanhebung zeigt. Die Signalanhebung im MRT sollte nicht auf einen Status epilepticus zurückzuführen sein. Die Signalanhebung normalisiert sich bei Status epilepticus innerhalb weniger Tage.

### Liquoruntersuchung
Das durch eine Lumbalpunktion gewonnene Nervenwasser (Liquor cerebrospinalis) weist in bis zu 80 % der limbischen Enzephalitiden entzündliche Veränderungen auf. Typisch ist eine Vermehrung der Lymphozyten (lymphozytäre Pleozytose), eine Erhöhung des Eiweißes, eine leichte Schrankenstörung, der Nachweis einer intrathekalen IgG-Bildung und gelegentlich der Nachweis oligoklonaler Banden. Der Nachweis antineuronaler Antikörper gelingt sowohl im Liquor als auch im Serum. Die Antikörperkonzentration im Liquor kann deutlich höher sein.

## Behandlung
Sowohl bei den paraneoplastischen als auch bei den nicht-paraneoplastischen limbischen Enzephalitiden wird der Beginn einer Immuntherapie bereits bei „klinisch ausreichendem Verdacht“ empfohlen, insbesondere wenn dieser durch den Hirn-MRT-Befund gestützt wird. Mögliche Immuntherapien sind die Therapie mit Glukokortikoiden, mit Immunglobulinen oder die Durchführung einer Plasmapherese. Längerfristig hat sich der Einsatz der medikamentösen B-Zell-Depletion bewährt, insbesondere bei seropositiven Formen.
Liegen die Ergebnisse der Tumor- und Antikörper-Suche vor, wird die Therapie entsprechend angepasst. So steht bei Nachweis eines Tumors dessen Behandlung im Vordergrund. Bei fehlendem Nachweis eines Tumors wird empfohlen, das Ergebnis der Immuntherapie nach 3 Monaten zu überprüfen und bei fehlendem Ansprechen auf eine andere Form der Immuntherapie zu wechseln.

### Übersichtsartikel
- A. Vincent, C. G. Bien u. a.: Autoantibodies associated with diseases of the CNS: new developments and future challenges. In: The Lancet Neurology. Band 10, Nummer 8, August 2011, S. 759–772, ISSN 1474-4465. doi:10.1016/S1474-4422(11)70096-5. PMID 21777830.
- J. Dalmau: Limbic encephalitis and variants related to neuronal cell membrane autoantigens. In: Rinsho shinkeigaku = Clinical neurology. Band 48, Nummer 11, November 2008, S. 871–874, ISSN 0009-918X. PMID 19198103.
- C. G. Bien: Limbische Enzephalitis – Diagnostik und Management. In: Nervenheilkunde., Band 27, Nummer 5, 2008, S. 369–488, ISSN 0722-1541. im Archiv des Schattauer Verlags.
- E. Tüzün, J. Dalmau: Limbic encephalitis and variants: classification, diagnosis and treatment. In: The neurologist. Band 13, Nummer 5, September 2007, S. 261–271, ISSN 1074-7931. doi:10.1097/NRL.0b013e31813e34a5. PMID 17848866.
- C. G. Bien, C. E. Elger: Limbic encephalitis: a cause of temporal lobe epilepsy with onset in adult life. In: Epilepsy & behavior : E&B. Band 10, Nummer 4, Juni 2007, S. 529–538, ISSN 1525-5050. doi:10.1016/j.yebeh.2007.03.011. PMID 17493878.
- C. G. Bien, C. E. Elger: Chronische limbische Enzephalitiden. In: Aktuelle Neurologie. 33, 2006, S. 553–559, doi:10.1055/s-2006-951891.
- H. Prüß: Neuroimmunologie: Neues zur limbischen Enzephalitis In: Aktuelle Neurologie. 40, 2013 S. 127–136, doi:10.1055/s-0033-1337973